# Çò des de Minjon (Vilac)
Çò des de Minjon és una casa de Vilac al municipi Vielha e Mijaran (Vall d'Aran) inclosa a l'Inventari del Patrimoni Arquitectònic de Catalunya.

## Descripció
Casal de dues plantes definides per finestres i batents de fusta, i coberta de quatre vessants. La porta d'entrada aixoplugada per una moderna estructura de fusta presenta els brancals de fàbrica suportant una llinda que duu gravat en un rectangle la següent inscripció: B[ernat] D[e] CORS, 1664.En la façana longitudinal amb cort adossada es repeteix el tipus d'obertures, si bé la primera conserva un arc de descàrrega.A l'altra banda del carrer llia és interessant observar els mur de contenció que suporten la terrassa sobre la qual està bastida la casa (tal vegada vestigis de l'antiga fortificació)

## Història
Hi ha notícia d'un Joan Meneges com arrendatari dels béns del convent de Mijaran (1666). Segons el Llibre Vilac l'any 1730 el llinatge dels Decòrs havia arrelat força a diverses cases de Vilac (Guilhamitg, Farré i Burreguet) Joan Decórs exercí de vicari de Vilac (1747-50) i un se homònim casà Vicenta de Miquel Sebastià (1770) Çò Minjon, que probablement havia estat casa pairal, l'any 1730 pertanyia ja a Joan Pau Carita (1730). El qüestionari de Francisco de Zamora (núm 18 ss.) parla de les cases de Vilac (1789)